# Janko Tietz
Janko Tietz (* 2. November 1972 in Freiberg) ist ein deutscher Journalist. Im Jahr 1984 siedelte Janko Tietz mit seiner Familie aus der DDR nach Baden-Württemberg über. Nach dem Abschluss einer Berufsausbildung zum Kommunikationselektroniker bei der Deutschen Bundespost/Telekom (1994) begann er ein Studium an der Hamburger Hochschule für Wirtschaft und Politik (HWP), mit dem Schwerpunkt Volkswirtschaftslehre. Im Anschluss daran volontierte Tietz in Berlin an der Evangelischen Journalistenschule. Seine berufliche Laufbahn startete er als Redakteur im Wirtschaftsressort der Wochenzeitung "Die Woche". Im Sommer 2002 ging er nach New York an die deutsch-jüdische Transatlantikzeitung "Aufbau". Im Anschluss daran wechselte Tietz in das Wirtschaftsressort des Nachrichtenmagazins "Der Spiegel". Es folgte im Jahr 2011 ein Aufenthalt als Arthur-F.-Burns-Fellow in San Francisco. Seit 2019 ist Tietz beim Spiegel als Chef vom Dienst tätig und seit August 2022 als Ressortleiter Deutschland/Panorama.

## Auszeichnungen
2012 und 2014 gewann Tietz den Deutschen Journalistenpreis für Wirtschaftspublizistik.